# Leucothyreus phytaloides
Leucothyreus phytaloides är en skalbaggsart som beskrevs av Ohaus 1926. Leucothyreus phytaloides ingår i släktet Leucothyreus och familjen Rutelidae. Inga underarter finns listade i Catalogue of Life.